# استراتون (کلرادو)
استراتون (به انگلیسی: Stratton) شهری در ایالت کلرادو کشور ایالات متحده آمریکا است که جمعیت آن در سرشماری سال ۲۰۱۰ میلادی، ۶۵۸ نفر بوده‌است.